# Cercle des poètes Zutiques
Der Cercle des poètes Zutiques (Dichterkreis Zutiques; auch Zutistes) war eine Dichtergruppe der Pariser Bohème zu Beginn der Dritten Französischen Republik.
Gegründet wurde die Dichtergruppe im Oktober 1871 von Charles Cros, zunächst unter dem Namen Vilains Bonhommes. Treffpunkt war auf Vermittlung Ernest Cabaners ein kleiner Raum im Dachgeschoss des L'Hôtel des Étrangers am Boulevard Saint-Michel in Paris, wo dieser als Barmann arbeitete. Zum Kreis gehörten neben Cros und Cabaner die Dichter Arthur Rimbaud, Paul Verlaine, Germain Nouveau, Jean Richepin und der Fotograf Étienne Carjat. In diesem Kreis wurden Gedichte rezitiert, gesungen und Klavier gespielt, aber auch umfangreich Absinth, Haschisch und Opium konsumiert. Als Gemeinschaftsprojekt entstand das Album Zutique, eine Sammlung von 24 meist groben und obszönen Parodieversen. Einer der Karikierten war der Dichter François Coppée. 
Die Gruppe löste sich bereits im Frühjahr 1872 wieder auf. Der nostalgische Charles Cros versuchte 1883 einen neuen Dichterkreis gleichen Namens ins Leben zu rufen.